# Glypta flagellaris
Glypta flagellaris är en stekelart som beskrevs av Kuslitzky 1973. Glypta flagellaris ingår i släktet Glypta och familjen brokparasitsteklar. Inga underarter finns listade i Catalogue of Life.